# شارلوت واصف
شارلوت واصف، ولدت عام 1912 بالإسكندرية لأبوين مصريين من الأقباط. فازت عام 1934 بلقب ملكة جمال مصر. وفازت أيضًا بمسابقة ملكة جمال الكون الدولية [الإنجليزية]، سلف مسابقة ملكة جمال الكون، في عام 1935 في بروكسل.